# Scaled Composites Model 401
Model 401 — американский реактивный экспериментальный самолёт, разработанный и построенный компанией Scaled Composites. На настоящий момент изготовлено две машины.

## История создания
Первая информация о самолёте была обнародована в пресс-релизе Scaled Composites 11 октября 2017 года, в котором сообщалось о начале в тот же день лётных испытаний одной машины. Также сообщалось, что назначение машины согласно контракту с неназванным частным заказчиком заключается в «демонстрации передовых и низкозатратных технологий производства для проведения исследовательских полётов в интересах партнёров по промышленности и правительства США».
Первый полёт был выполнен в аэрокосмическом центре Мохаве в штате Калифорния лётчиком-испытателем Питом Сиболдом. Машина имела серийный номер 002 и регистрационный номер N401XP. В дальнейшем сообщений о результате и ходе испытаний в прессу не поступало, так же не было сообщений уточняющих предназначение самолёта. 12 апреля 2018 года было заявлено о первом полёте второго самолёта, с серийным номером 001 и регистрационным номером N401XD.

## Конструкция
Самолёт представляет собой моноплан нормальной аэродинамической схемы с V-образным хвостовым оперением. Крыло стреловидное, с значительным углом поперечного V. В носовой части расположена одноместная кабина пилота. Двигатель находится в хвостовой части, а его воздухозаборник сверху за кабиной. В центральной части фюзеляжа имеются отсеки для размещения оборудования. Планер выполнен из композитного материала. Шасси убираемое трёхопорное с передней стойкой. Самолёт оснащён реактивным двигателем Pratt & Whitney Canada JT15D-5D.

### Технические характеристики
- Экипаж: 1 чел.
- Длина: 12 м
- Размах крыла: 12 м
- Высота:
- Площадь крыла: 36,50 м²
- Профиль крыла:
- Масса пустого: 1 814 кг
- Масса снаряжённого:
- Нормальная взлётная масса: 1950 кг
- Максимальная взлётная масса: 3 629 кг
- Двигатель Pratt & Whitney Canada JT15D-5D[англ.]
- Тяга: 252,4 кН[1]

### Лётные характеристики
- Максимальная скорость: 735 км/ч
- Крейсерская скорость: 678 км/ч
- Практическая дальность: 900 км
- Практический потолок: 10 000 м
- Скороподъёмность: м/с
- Нагрузка на крыло: кг/м²
- Тяговооружённость: Вт/кг
- Максимальная эксплуатационная перегрузка:[1]